# Estación Valencia
Valencia era una estación ferroviaria que formó parte de la línea Santiago-Valparaíso de la Empresa de los Ferrocarriles del Estado, y luego del Metro Regional de Valparaíso que operó hasta 2005. Se ubicaba en la comuna de Quilpué. Actualmente está en proceso de construcción y se espera que esté operativa como detención para el Tren Limache-Puerto para octubre de 2025.

## Historia

### Clausura
Antes del comienzo de la IV etapa de Tren Limache-Puerto se determinó que la zona de las llamadas Casas de Valencia no poseía las características demográficas para necesitar una estación, por lo que se determinó clausurarla. Actualmente existe una parada de buses en el sitio donde se ubicaba la estación.

### Intentos para reintegrarla
Desde la inauguración de la IV etapa, se ha protestado mucho por su reintegración a la línea del tren valparaíso, junto con la también desaparecida estación Rumié. Su reapertura fue defendida por el fallecido exgobernador de la provincia de Marga Marga Arturo Longton, y los diputados Arturo Squella y Marcelo Schilling.

### Reintegración
A mediados de 2013, gracias a los fondos del Sistema Red, Merval ejecutará las obras de reconstrucción de la estación. Entre los factores para la reapertura se consideró el fuerte crecimiento habitacional y educacional de este sector de Quilpué, lo que justifica con creces la reposición de esta estación de la línea férrea.
En 2016 se presentó una Declaración de Impacto Ambiental, que resultó en una Resolución de Calificación Ambiental positiva en agosto de 2017. Se tuvo planeado que las obras fueran finalizadas el año 2020. El 7 de junio de 2019, el presidente de EFE, Pedro Pablo Errázuriz, anunció a través de su cuenta de Twitter que ya se seleccionó la empresa que realizará los trabajos en la estación. La reintegración de la estación Valencia fue confirmada por la ministra de Transportes y Telecomunicaciones, Gloria Hutt, el 4 de septiembre de 2020.
A inicios de septiembre de 2020 se confirmó el inicio de diseño y la fase de ingeniería de detalle de esta estación; la cual se espera que esté finalizada para fines de 2021. Para luego dar paso a la licitación de obras y posterior construcción de la estación, iniciando dichas obras en 2022, teniendo una duración estimada de 18 meses.
Se espera que en abril se entreguen los antecedentes del proyecto al Ministerio de Desarrollo Social y Familia para que la licitación de las obras de construcción. Se ha estimado que la estación podría estar operativa para el año 2024.

### Construcción
En mayo de 2022, se inició el proceso de licitación de la obras de la futura estación. El 5 de agosto del mismo año comenzaron los trabajos de construcción de la estación; el tiempo de construcción estimado es de 18 meses con un coste de 10 mil millones de pesos, por lo que se espera, que para octubre de 2025 la estación sería inaugurada y se espera que traslade alrededor de 640 000 pasajeros anuales.
La construcción de la nueva Estación Valencia tiene a junio de 2023 un 11% de avances. La empresa china «Railway Tunnel Group» es la encargada del proyecto, que incluye obras civiles, vías férreas, catenarias eléctricas y señalización. Se instalaron oficinas y bodegas en el sitio y se ha comenzado con la implementación de paneles acústicos para mitigar el ruido. Como desafío para el proyecto, las obras deben realizarse sin interrumpir el tráfico de trenes existente.